# Edwin Fullinwider
Edwin Gaines Fullinwider (ur. 11 grudnia 1900 w Raton, zm. 8 lutego 1982 w Waszyngtonie) – szermierz, szpadzista reprezentujący Stany Zjednoczone, uczestnik letnich igrzysk olimpijskich w Antwerpii w 1920 oraz w Paryżu w 1924 roku.
Dowodził niszczycielem „McCall” (DD-400) od czerwca 1940 do kwietnia 1941.
Służył w United States Navy podczas II wojny światowej. Doszedł do stopnia kontradmirała. Został pochowany na Cmentarzu Narodowym w Arlington. 